# Yves Censi

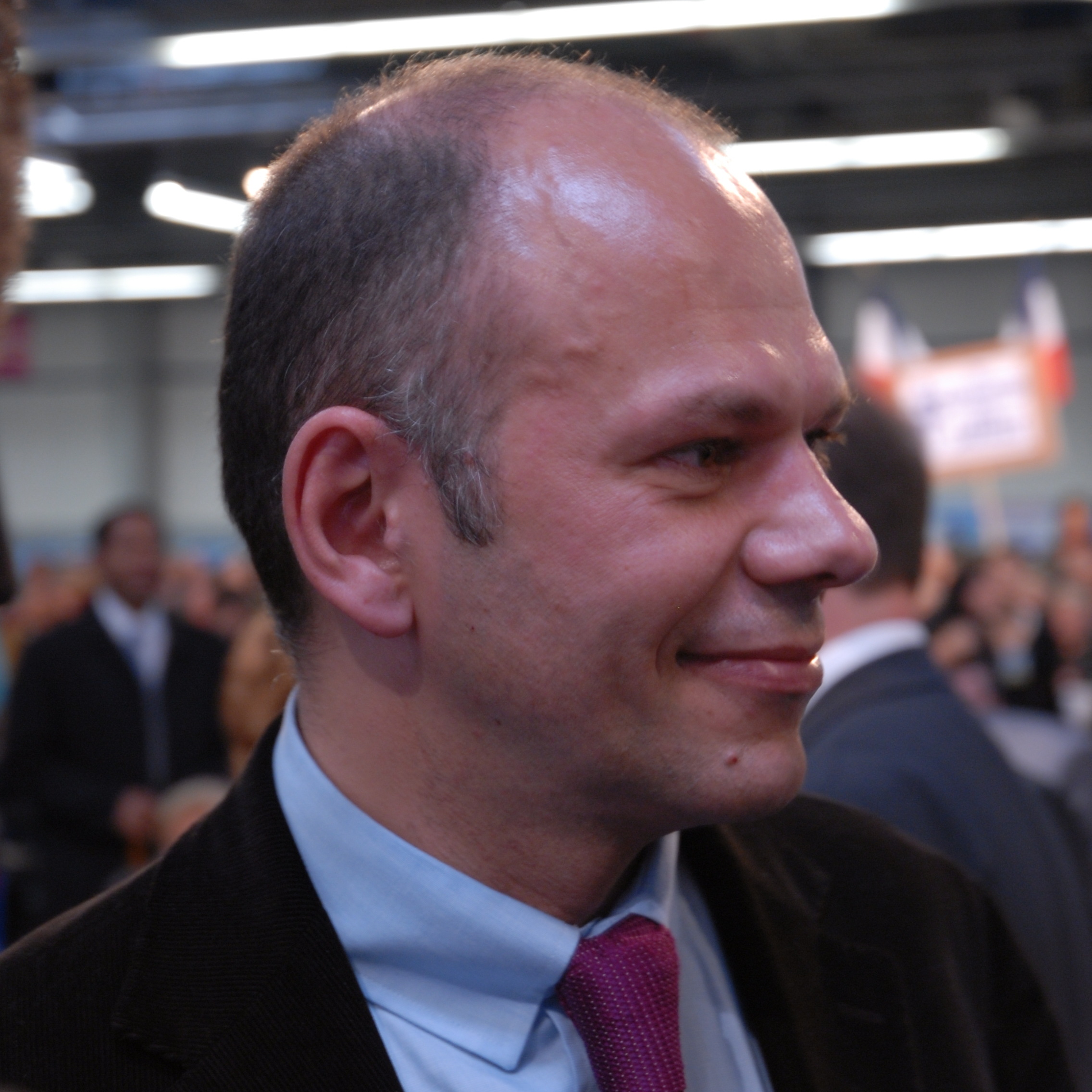
Yves Censi

Yves Censi (* 8. Februar 1964 in Rodez) ist ein französischer Politiker. Er war von 2002 bis 2017 Abgeordneter der Nationalversammlung.
Censi arbeitete vor dem Beginn seiner politischen Karriere für die Unternehmen KPMG und Française des Jeux. 1998 wurde er zum Berater von Staatspräsident Jacques Chirac, was er bis 2002 blieb. In diesem Jahr gelang ihm für die UMP im ersten Wahlkreis des Départements Aveyron der Einzug in die Nationalversammlung. 2003 verfasste er als solcher einen ausführlichen Bericht über Möglichkeiten zur ländlichen Entwicklung. Im Jahr 2004 stieg er parteiintern in das Politbüro und das Exekutivkomitee der UMP auf und wurde dazu zum Sprecher der Partei. 2007 und 2012 wurde er als Abgeordneter wiedergewählt. Nach den Parlamentswahlen 2017 schied er aus der Nationalversammlung aus.